# Tammouz
Tammouz (en hébreu : תמוז) est le 10e mois de l’année civile ; donc le 11e mois lors des années embolismiques et le 4e mois de l’année ecclésiastique du calendrier hébraïque.
C'est un mois d'été de 29 jours, qui s'étend sur juin et juillet du calendrier grégorien.
Le nom de ce mois vient du calendrier assyrien et babylonien, mois de Araḫ Dumuzu en honneur du dieu babylonien Dumuzi ou Tammuz.